# Pokolj u Peckima 16. kolovoza 1991.
Pokolj u Pecki je bio ratni zločin, počinjen početkom Domovinskog rata 16. kolovoza 1991. Počinili su ga srpski teroristi iz pobunjenih pravoslavnih sela kod Petrinje nad Hrvatima iz sela Pecki na Banovini, dva dana nakon što su slično ubili i masakrirali desetero seljana u Kraljevčanima.

## Tijek događaja
Zarobljeni seljani ( tri pričuvna policajca Republike Hrvatske i jedan civil) su se bili vratili radi blaga u selo iz kojeg su otišli, odnosno da bi nahranili stoku, jer je selo bilo napušteno (mještani su pobjegli pred srpskim teroristima) i nitko ju nije mogao nahraniti.
Pobunjeni Srbi su zarobili četvero seljana. Ubijeni su pričuvni policajci Republike Hrvatske u Petrinji Đuro Horvat, Mato Horvat i Ivan Bugarin i civil Stjepan Horvat. Policajce su ubili i obredno masakrirali kod kuće Milana Horvata: Mati Horvatu odsjekli su sjekirom pola lica, Đuri Horvatu nos i prste jedne ruke, Ivanu Bugarinu odsjekli su ruku a potom iz tijela izvadili srce. Stjepana Horvata ubili su u podrumu. U podrumu je bila i Stjepanova kći koja je čudom preživjela.
Nalazi medicinskih forenzičara su otkrili da su seljani prvo ranjeni paljbom iz vatrenog oružja (puške), zatim mučeni i konačno dokrajčeni sjekirama i bajunetima.

## Suđenje počiniteljima i osumnjičenicima
Preko 15 godina počinitelje se nije našlo niti sudski procesuiralo. Suđenje je naposljetku počelo. Glavna rasprava na Županijskom sudu u Sisku za suđenje započela je 15. rujna 2009. godine. Osuđene su četiri osobe, kojima je sud ukinuo presude i predmet vratio prvostupanjskom sudu na ponovno suđenje. DORH je poslije odustao od optužbe, pa je sud 7. siječnja 2010. obustavio kazneni postupak.

## Vanjske poveznice
- Pecki na fallingrain.com